# Amphinemura scalprata
Amphinemura scalprata är en bäcksländeart som beskrevs av Li, W. och Ding Yang 2007. Amphinemura scalprata ingår i släktet Amphinemura och familjen kryssbäcksländor. Inga underarter finns listade i Catalogue of Life.